# Liste des monuments historiques de Beerse
Cette page regroupe l'ensemble des monuments classés de la ville de Beerse dans la province d'Anvers en Belgique.
| Objet                                                                | Statut du classement? | Année de construction/architecte | Section communale | Adresse              | Coordonnées                      | Numéro d'inventaire | Illustration |
| -------------------------------------------------------------------- | --------------------- | -------------------------------- | ----------------- | -------------------- | -------------------------------- | ------------------- | ------------ |
| (nl) Woonstalhuis                                                    |                       |                                  | Vlimmeren         | Heiakker 20          | 51° 17′ 17″ nord, 4° 47′ 09″ est | 85245               | Téléverser   |
| (nl) Woonstalhuis                                                    |                       |                                  | Beerse            | Houtseweg 135        | 51° 19′ 23″ nord, 4° 50′ 10″ est | 11803               | Téléverser   |
| (nl) Villa                                                           |                       |                                  | Beerse            | Houtseweg 33         | 51° 19′ 15″ nord, 4° 50′ 44″ est | 11802               | Téléverser   |
| (nl) Hoeve Den Heiberg                                               |                       |                                  | Beerse            | Heibergstraat 18     | 51° 19′ 01″ nord, 4° 52′ 05″ est | 11801               | Téléverser   |
| (nl) 'T Ravestijns-Hof, hoeve                                        |                       |                                  | Beerse            | Heibergstraat 7      | 51° 19′ 05″ nord, 4° 52′ 04″ est | 11800               | Téléverser   |
| (nl) Herenboerderij, hoeve                                           |                       |                                  | Beerse            | Ginnekenshoek 50     | 51° 19′ 48″ nord, 4° 50′ 34″ est | 11799               | Téléverser   |
| (nl) Herenboerderij, hoeve                                           |                       |                                  | Beerse            | Ginnekenshoek 46     | 51° 19′ 48″ nord, 4° 50′ 34″ est | 11799               | Téléverser   |
| (nl) Herenboerderij, hoeve                                           |                       |                                  | Beerse            | Ginnekenshoek 32     | 51° 19′ 48″ nord, 4° 50′ 34″ est | 11799               | Téléverser   |
| (nl) Herenboerderij, hoeve                                           |                       |                                  | Beerse            | Ginnekenshoek 44     | 51° 19′ 48″ nord, 4° 50′ 34″ est | 11799               | Téléverser   |
| (nl) Herenboerderij, hoeve                                           |                       |                                  | Beerse            | Ginnekenshoek 48     | 51° 19′ 48″ nord, 4° 50′ 34″ est | 11799               | Téléverser   |
| (nl) Hoek- en rijhuizen                                              |                       |                                  | Beerse            | Gemeenteplein 8      | 51° 19′ 11″ nord, 4° 51′ 21″ est | 11797               | Téléverser   |
| (nl) Dorpswoningen                                                   |                       |                                  | Beerse            | Kapelstraat 2        | 51° 19′ 09″ nord, 4° 50′ 57″ est | 11806               | Téléverser   |
| (nl) Dorpswoningen                                                   |                       |                                  | Beerse            | Kapelstraat 14       | 51° 19′ 09″ nord, 4° 50′ 57″ est | 11806               | Téléverser   |
| (nl) Dorpswoningen                                                   |                       |                                  | Beerse            | Kapelstraat 15       | 51° 19′ 09″ nord, 4° 50′ 57″ est | 11806               | Téléverser   |
| (nl) Pastorie van Sint-Lambertus                                     | Oui                   |                                  | Beerse            | Pastoriestraat       | 51° 19′ 04″ nord, 4° 51′ 25″ est | 11825               | Téléverser   |
| (nl) Parochiekerk Onze-Lieve-Vrouw Altijddurende Bijstand            |                       |                                  | Beerse            | Schransdriesstraat   | 51° 19′ 20″ nord, 4° 50′ 01″ est | 11831               | Téléverser   |
| (nl) Pastorie                                                        |                       |                                  | Vlimmeren         | Heidijk 1            | 51° 17′ 44″ nord, 4° 46′ 37″ est | 12356               | Téléverser   |
| (nl) Hoeve                                                           |                       |                                  | Vlimmeren         | Hoogstraat 22        | 51° 17′ 44″ nord, 4° 46′ 44″ est | 12367               | Téléverser   |
| (nl) Herenboerderij, hoeve                                           |                       |                                  | Beerse            | Ginnekenshoek 36     | 51° 19′ 48″ nord, 4° 50′ 34″ est | 11799               | Téléverser   |
| (nl) Hoek- en rijhuizen                                              |                       |                                  | Beerse            | Gemeenteplein 7      | 51° 19′ 11″ nord, 4° 51′ 21″ est | 11797               | Téléverser   |
| (nl) Herenboerderij, hoeve                                           |                       |                                  | Beerse            | Ginnekenshoek 42     | 51° 19′ 48″ nord, 4° 50′ 34″ est | 11799               | Téléverser   |
| (nl) Hoek- en rijhuizen                                              |                       |                                  | Beerse            | Gemeenteplein 9      | 51° 19′ 11″ nord, 4° 51′ 21″ est | 11797               | Téléverser   |
| (nl) Landhuis eclectische stijl                                      |                       |                                  | Beerse            | Gierleseweg 5        | 51° 18′ 34″ nord, 4° 51′ 24″ est | 11798               | Téléverser   |
| (nl) Hoeve                                                           |                       |                                  | Beerse            | Steenovensstraat 51  | 51° 19′ 11″ nord, 4° 51′ 56″ est | 11832               | Téléverser   |
| (nl) Herenboerderij, hoeve                                           |                       |                                  | Beerse            | Ginnekenshoek 34     | 51° 19′ 48″ nord, 4° 50′ 34″ est | 11799               | Téléverser   |
| (nl) Houthoeve, hoeve                                                |                       |                                  | Beerse            | Houtseweg 174        | 51° 19′ 27″ nord, 4° 50′ 05″ est | 11804               | Téléverser   |
| (nl) Herenboerderij, hoeve                                           |                       |                                  | Beerse            | Ginnekenshoek 38     | 51° 19′ 48″ nord, 4° 50′ 34″ est | 11799               | Téléverser   |
| (nl) Herenboerderij, hoeve                                           |                       |                                  | Beerse            | Ginnekenshoek 40     | 51° 19′ 48″ nord, 4° 50′ 34″ est | 11799               | Téléverser   |
| (nl) Dubbelhuis                                                      |                       |                                  | Beerse            | Gasthuisstraat 72    | 51° 19′ 24″ nord, 4° 51′ 23″ est | 11796               | Téléverser   |
| (nl) Dorpswoningen                                                   |                       |                                  | Vlimmeren         | Hoogstraat 1         | 51° 17′ 41″ nord, 4° 46′ 47″ est | 12361               | Téléverser   |
| (nl) Arbeidershuizen                                                 |                       |                                  | Beerse            | Schoolstraat 39      | 51° 19′ 12″ nord, 4° 51′ 32″ est | 11829               | Téléverser   |
| (nl) Villa                                                           |                       |                                  | Vlimmeren         | Antwerpseweg 145     | 51° 18′ 08″ nord, 4° 48′ 24″ est | 12352               | Téléverser   |
| (nl) Woning Ceulemans, villa, 1966                                   |                       |                                  | Vlimmeren         | Antwerpseweg 160     | 51° 18′ 09″ nord, 4° 47′ 50″ est | 12353               | Téléverser   |
| (nl) Villa                                                           |                       |                                  | Vlimmeren         | Antwerpseweg 218     | 51° 18′ 07″ nord, 4° 47′ 07″ est | 12354               | Téléverser   |
| (nl) Landhuis                                                        |                       |                                  | Vlimmeren         | Antwerpseweg 287     | 51° 18′ 05″ nord, 4° 46′ 46″ est | 12355               | Téléverser   |
| (nl) Dubbelhuis                                                      |                       |                                  | Vlimmeren         | Heidijk 13           | 51° 17′ 47″ nord, 4° 46′ 36″ est | 12357               | Téléverser   |
| (nl) Woonstalhuis                                                    |                       |                                  | Vlimmeren         | Hei-ende 19          | 51° 18′ 13″ nord, 4° 46′ 50″ est | 12358               | Téléverser   |
| (nl) Sinte-Balbinahoeve, ca. 1945                                    |                       |                                  | Vlimmeren         | Hei-ende 30          | 51° 18′ 20″ nord, 4° 46′ 52″ est | 12359               | Téléverser   |
| (nl) Kapel Onze-Lieve-Vrouw van Lourdes, neogotiek 1881              |                       |                                  | Beerse            | Vrijwilligersstraat  | 51° 19′ 19″ nord, 4° 51′ 32″ est | 11844               | Téléverser   |
| (nl) Dorpswoningen                                                   |                       |                                  | Vlimmeren         | Hoogstraat 1         | 51° 17′ 39″ nord, 4° 46′ 44″ est | 12361               | Téléverser   |
| (nl) Herenhuis eclectische stijl                                     |                       |                                  | Beerse            | Vredestraat 3        | 51° 19′ 12″ nord, 4° 51′ 23″ est | 11843               | Téléverser   |
| (nl) Dorpswoningen                                                   |                       |                                  | Vlimmeren         | Hoogstraat 1         | 51° 17′ 41″ nord, 4° 46′ 45″ est | 12361               | Téléverser   |
| (nl) Dorpswoningen                                                   |                       |                                  | Vlimmeren         | Hoogstraat 1         | 51° 17′ 40″ nord, 4° 46′ 45″ est | 12361               | Téléverser   |
| (nl) Dorpswoningen                                                   |                       |                                  | Vlimmeren         | Hoogstraat 11        | 51° 17′ 39″ nord, 4° 46′ 44″ est | 12361               | Téléverser   |
| (nl) Dorpswoningen                                                   |                       |                                  | Vlimmeren         | Hoogstraat 11        | 51° 17′ 41″ nord, 4° 46′ 47″ est | 12361               | Téléverser   |
| (nl) Dorpswoningen                                                   |                       |                                  | Vlimmeren         | Hoogstraat 11        | 51° 17′ 41″ nord, 4° 46′ 45″ est | 12361               | Téléverser   |
| (nl) Dorpswoningen                                                   |                       |                                  | Vlimmeren         | Hoogstraat 11        | 51° 17′ 40″ nord, 4° 46′ 45″ est | 12361               | Téléverser   |
| (nl) Burgerhuis 1928                                                 |                       |                                  | Vlimmeren         | Hoogstraat 6         | 51° 17′ 44″ nord, 4° 46′ 50″ est | 12363               | Téléverser   |
| (nl) Schoolvilla Madonna, woning                                     |                       |                                  | Vlimmeren         | Hoogstraat 17        | 51° 17′ 43″ nord, 4° 46′ 45″ est | 12364               | Téléverser   |
| (nl) Schoolvilla Madonna, woning                                     |                       |                                  | Vlimmeren         | Hoogstraat 17        | 51° 17′ 42″ nord, 4° 46′ 45″ est | 12364               | Téléverser   |
| (nl) Villa 1971                                                      |                       |                                  | Vlimmeren         | Hei-ende 48          | 51° 18′ 30″ nord, 4° 46′ 47″ est | 12360               | Téléverser   |
| (nl) Hoeven                                                          |                       |                                  | Vlimmeren         | Zilvereind 27        | 51° 17′ 20″ nord, 4° 46′ 44″ est | 12373               | Téléverser   |
| (nl) Kapellehoeve, boerderijen                                       |                       |                                  | Beerse            | Kapelstraat 59       | 51° 19′ 06″ nord, 4° 50′ 29″ est | 11807               | Téléverser   |
| (nl) Kapellehoeve, boerderijen                                       |                       |                                  | Beerse            | Kapelstraat 61       | 51° 19′ 06″ nord, 4° 50′ 29″ est | 11807               | Téléverser   |
| (nl) Kapellerij, boerenarbeidershuizen                               |                       |                                  | Beerse            | Kapelstraat 72       | 51° 19′ 08″ nord, 4° 50′ 29″ est | 11808               | Téléverser   |
| (nl) Kapellerij, boerenarbeidershuizen                               |                       |                                  | Beerse            | Kapelstraat 74       | 51° 19′ 08″ nord, 4° 50′ 29″ est | 11808               | Téléverser   |
| (nl) Kapellerij, boerenarbeidershuizen                               |                       |                                  | Beerse            | Kapelstraat 76       | 51° 19′ 08″ nord, 4° 50′ 29″ est | 11808               | Téléverser   |
| (nl) Parochiekerk Sint-Lambertus                                     | Oui                   |                                  | Beerse            | Kerkplein            | 51° 19′ 09″ nord, 4° 51′ 22″ est | 11809               | Téléverser   |
| (nl) Arbeidershuizen                                                 |                       |                                  | Beerse            | Schoolstraat 37      | 51° 19′ 12″ nord, 4° 51′ 32″ est | 11829               | Téléverser   |
| (nl) Woning Lauwers, villa nieuwe zakelijkheid                       |                       |                                  | Beerse            | Turnhoutseweg 6      | 51° 18′ 37″ nord, 4° 51′ 32″ est | 11834               | Téléverser   |
| (nl) Het Epelaar, hoeve                                              |                       |                                  | Vlimmeren         | Antwerpseweg 128     | 51° 18′ 12″ nord, 4° 48′ 14″ est | 12351               | Téléverser   |
| (nl) Tempelhoeve, dorpswoning                                        |                       |                                  | Beerse            | Tempelstraat 35      | 51° 18′ 59″ nord, 4° 51′ 06″ est | 11833               | Téléverser   |
| (nl) Woning Proost, villa naar ontwerp van P. Neefs                  |                       |                                  | Beerse            | Kapellekuilstraat 42 | 51° 18′ 47″ nord, 4° 51′ 29″ est | 11805               | Téléverser   |
| (nl) Hoeve                                                           |                       |                                  | Beerse            | Oostmalseweg 21      | 51° 19′ 01″ nord, 4° 50′ 04″ est | 11821               | Téléverser   |
| (nl) Ons Huisje, enkelhuizen eclectische stijl                       |                       |                                  | Beerse            | Turnhoutseweg 13     | 51° 18′ 40″ nord, 4° 51′ 30″ est | 11835               | Téléverser   |
| (nl) Ons Huisje, enkelhuizen eclectische stijl                       |                       |                                  | Beerse            | Turnhoutseweg 15     | 51° 18′ 40″ nord, 4° 51′ 30″ est | 11835               | Téléverser   |
| (nl) Villa 1930 naar ontwerp van H. Wittocx                          |                       |                                  | Beerse            | Turnhoutseweg 17     | 51° 18′ 40″ nord, 4° 51′ 31″ est | 11836               | Téléverser   |
| (nl) Tweewoonst 1927 cottagestijl                                    |                       |                                  | Beerse            | Vaartstraat 63       | 51° 19′ 23″ nord, 4° 49′ 22″ est | 11837               | Téléverser   |
| (nl) Tweewoonst 1927 cottagestijl                                    |                       |                                  | Beerse            | Vaartstraat 65       | 51° 19′ 23″ nord, 4° 49′ 22″ est | 11837               | Téléverser   |
| (nl) 'T Veld, hoeve                                                  |                       |                                  | Beerse            | Veldstraat 17        | 51° 19′ 33″ nord, 4° 51′ 38″ est | 11838               | Téléverser   |
| (nl) Begijnestee, woonhuis                                           |                       |                                  | Beerse            | Veldstraat 133       | 51° 19′ 35″ nord, 4° 52′ 28″ est | 11840               | Téléverser   |
| (nl) Kapel Onze-Lieve-Vrouw Hulp der Christenen 1952, neogotiek      |                       |                                  | Beerse            | Vossenbrugstraat     | 51° 19′ 48″ nord, 4° 51′ 15″ est | 11841               | Téléverser   |
| (nl) Sint-Corneliuskapel                                             | Oui                   |                                  | Beerse            | Schransdriesstraat   | 51° 19′ 04″ nord, 4° 50′ 14″ est | 11830               | Téléverser   |
| (nl) Dorpswoning                                                     |                       |                                  | Beerse            | Gasthuisstraat 58    | 51° 19′ 22″ nord, 4° 51′ 23″ est | 11793               | Téléverser   |
| (nl) Baensche hoeve met woonstalhuis                                 |                       |                                  | Beerse            | Oostmalseweg 167     | 51° 18′ 40″ nord, 4° 48′ 33″ est | 11823               | Téléverser   |
| (nl) Doktershuis, woonhuis met winkel                                |                       |                                  | Beerse            | Gasthuisstraat 27    | 51° 19′ 16″ nord, 4° 51′ 20″ est | 11787               | Téléverser   |
| (nl) Enkel- en dubbelhuis                                            |                       |                                  | Beerse            | Gasthuisstraat 40    | 51° 19′ 19″ nord, 4° 51′ 24″ est | 11788               | Téléverser   |
| (nl) Enkel- en dubbelhuis                                            |                       |                                  | Beerse            | Gasthuisstraat 42    | 51° 19′ 19″ nord, 4° 51′ 24″ est | 11788               | Téléverser   |
| (nl) Enkelhuis naar ontwerp van R. Van Steenbergen                   |                       |                                  | Beerse            | Gasthuisstraat 43    | 51° 19′ 20″ nord, 4° 51′ 20″ est | 11789               | Téléverser   |
| (nl) Dokterswoning, herenhuis eclectische stijl                      |                       |                                  | Beerse            | Gasthuisstraat 49    | 51° 19′ 22″ nord, 4° 51′ 20″ est | 11790               | Téléverser   |
| (nl) Brugwachtershuisje bij brug 4                                   |                       |                                  | Beerse            | Dijkstraat 1         | 51° 19′ 45″ nord, 4° 52′ 15″ est | 11785               | Téléverser   |
| (nl) Villa                                                           |                       |                                  | Beerse            | Gasthuisstraat 57    | 51° 19′ 24″ nord, 4° 51′ 20″ est | 11792               | Téléverser   |
| (nl) Villa 1965, woning architect J. Maes                            |                       |                                  | Beerse            | Dageraadlaan 18      | 51° 18′ 11″ nord, 4° 51′ 02″ est | 11784               | Téléverser   |
| (nl) Woning Rommens                                                  | Oui                   |                                  | Beerse            | Gasthuisstraat 59    | 51° 19′ 25″ nord, 4° 51′ 20″ est | 11794               | Téléverser   |
| (nl) Tweegezinswoning eclectisme                                     |                       |                                  | Beerse            | Gasthuisstraat 61    | 51° 19′ 26″ nord, 4° 51′ 20″ est | 11795               | Téléverser   |
| (nl) Tweegezinswoning eclectisme                                     |                       |                                  | Beerse            | Gasthuisstraat 63    | 51° 19′ 26″ nord, 4° 51′ 20″ est | 11795               | Téléverser   |
| (nl) Villa, eclectisme, 1905, naar ontwerp van L. Van Ravestyn       |                       |                                  | Beerse            | Antwerpseweg 18      | 51° 18′ 38″ nord, 4° 51′ 15″ est | 11769               | Téléverser   |
| (nl) Herenhuis Dufraing                                              |                       |                                  | Beerse            | Vredestraat 1        | 51° 19′ 12″ nord, 4° 51′ 22″ est | 11842               | Téléverser   |
| (nl) Hoeve                                                           |                       |                                  | Beerse            | Kleiputstraat 3      | 51° 19′ 58″ nord, 4° 51′ 29″ est | 11810               | Téléverser   |
| (nl) Hoeve en woonhuis                                               |                       |                                  | Beerse            | Larenstraat 17       | 51° 19′ 13″ nord, 4° 50′ 30″ est | 11811               | Téléverser   |
| (nl) Villa ca. 1935                                                  |                       |                                  | Beerse            | Gasthuisstraat 51    | 51° 19′ 23″ nord, 4° 51′ 20″ est | 11791               | Téléverser   |
| (nl) Gemeentehuis en politiecommissariaat                            |                       |                                  | Beerse            | Bisschopslaan 56     | 51° 18′ 51″ nord, 4° 51′ 18″ est | 11778               | Téléverser   |
| (nl) Woning Van de Vliet, villa                                      |                       |                                  | Beerse            | Berenlaan 11         | 51° 18′ 20″ nord, 4° 51′ 28″ est | 11772               | Téléverser   |
| (nl) Tempelhof, herenhuis                                            |                       |                                  | Beerse            | Bisschopslaan 1      | 51° 19′ 06″ nord, 4° 51′ 22″ est | 11773               | Téléverser   |
| (nl) Huize Bastyns, villa                                            |                       |                                  | Beerse            | Bisschopslaan 5      | 51° 19′ 01″ nord, 4° 51′ 24″ est | 11774               | Téléverser   |
| (nl) Woon- en winkelhuis, eclectistische stijl                       |                       |                                  | Beerse            | Bisschopslaan 6      | 51° 19′ 07″ nord, 4° 51′ 17″ est | 11775               | Téléverser   |
| (nl) Woon- en winkelhuis, eclectistische stijl                       |                       |                                  | Beerse            | Bisschopslaan 8      | 51° 19′ 07″ nord, 4° 51′ 17″ est | 11775               | Téléverser   |
| (nl) Villa cottagestijl                                              |                       |                                  | Beerse            | Bisschopslaan 15     | 51° 18′ 56″ nord, 4° 51′ 25″ est | 11776               | Téléverser   |
| (nl) Winkelhuis                                                      |                       |                                  | Beerse            | Gasthuisstraat 25    | 51° 19′ 16″ nord, 4° 51′ 20″ est | 11786               | Téléverser   |
| (nl) Tweegezinswoning eclectisme                                     |                       |                                  | Beerse            | Bisschopslaan 50     | 51° 18′ 55″ nord, 4° 51′ 20″ est | 11777               | Téléverser   |
| (nl) Kapel van het Heilig Hart van Jezus                             |                       |                                  | Beerse            | Merksplasseweg       | 51° 19′ 54″ nord, 4° 51′ 19″ est | 11814               | Téléverser   |
| (nl) Villa 1966, naar ontwerp van L. Jansen                          |                       |                                  | Beerse            | Bisschopslaan 68     | 51° 18′ 47″ nord, 4° 51′ 21″ est | 11779               | Téléverser   |
| (nl) Hoeve                                                           |                       |                                  | Beerse            | Bisschopslaan 73     | 51° 18′ 41″ nord, 4° 51′ 26″ est | 11780               | Téléverser   |
| (nl) Twee villa's De Corte en Michielsen                             |                       |                                  | Beerse            | Bisschopslaan 76     | 51° 18′ 45″ nord, 4° 51′ 20″ est | 11781               | Téléverser   |
| (nl) Twee villa's De Corte en Michielsen                             |                       |                                  | Beerse            | Bisschopslaan 78     | 51° 18′ 45″ nord, 4° 51′ 20″ est | 11781               | Téléverser   |
| (nl) Rusthuis Onze-Lieve-Vrouw + neogotische kapel                   |                       |                                  | Beerse            | Gasthuisstraat 49    | 51° 19′ 22″ nord, 4° 51′ 20″ est | 11782               | Téléverser   |
| (nl) Boerenarbeidershuizen                                           |                       |                                  | Beerse            | Bremstraat 2         | 51° 18′ 46″ nord, 4° 51′ 50″ est | 11783               | Téléverser   |
| (nl) Boerenarbeidershuizen                                           |                       |                                  | Beerse            | Bremstraat 6         | 51° 18′ 46″ nord, 4° 51′ 50″ est | 11783               | Téléverser   |
| (nl) Tweegezinswoning eclectisme                                     |                       |                                  | Beerse            | Bisschopslaan 48     | 51° 18′ 55″ nord, 4° 51′ 20″ est | 11777               | Téléverser   |
| (nl) Diepevoort, neogotisch kasteel + boerderij                      |                       |                                  | Beerse            | Antwerpseweg 39      | 51° 18′ 09″ nord, 4° 49′ 11″ est | 11771               | Téléverser   |
| (nl) Arbeidershuizen                                                 |                       |                                  | Beerse            | Schoolstraat 25      | 51° 19′ 12″ nord, 4° 51′ 32″ est | 11829               | Téléverser   |
| (nl) Arbeidershuizen                                                 |                       |                                  | Beerse            | Schoolstraat 27      | 51° 19′ 12″ nord, 4° 51′ 32″ est | 11829               | Téléverser   |
| (nl) Arbeidershuizen                                                 |                       |                                  | Beerse            | Schoolstraat 29      | 51° 19′ 12″ nord, 4° 51′ 32″ est | 11829               | Téléverser   |
| (nl) Arbeidershuizen                                                 |                       |                                  | Beerse            | Schoolstraat 31      | 51° 19′ 12″ nord, 4° 51′ 32″ est | 11829               | Téléverser   |
| (nl) Arbeidershuizen                                                 |                       |                                  | Beerse            | Schoolstraat 33      | 51° 19′ 12″ nord, 4° 51′ 32″ est | 11829               | Téléverser   |
| (nl) Ruines van bedrijf Cimenteries et Briqueteries Réunies (C.B.R.) |                       |                                  | Beerse            | Nijverheidsstraat 12 | 51° 19′ 36″ nord, 4° 47′ 33″ est | 11819               | Téléverser   |
| (nl) Burgerhuis                                                      |                       |                                  | Beerse            | Lindenlaan 58        | 51° 19′ 09″ nord, 4° 51′ 04″ est | 11812               | Téléverser   |
| (nl) Woonhuis J. Vaerten, eclectisme, 1928                           |                       |                                  | Beerse            | Antwerpseweg 26      | 51° 18′ 38″ nord, 4° 51′ 10″ est | 11770               | Téléverser   |
| (nl) Hoeve met woonhuis en stallingen                                |                       |                                  | Beerse            | Pastoriestraat 1     | 51° 19′ 07″ nord, 4° 51′ 26″ est | 11824               | Téléverser   |
| (nl) Diepevoort, neogotisch kasteel + boerderij                      |                       |                                  | Beerse            | Antwerpseweg 41      | 51° 18′ 09″ nord, 4° 49′ 11″ est | 11771               | Téléverser   |
| (nl) Hoeve                                                           |                       |                                  | Vlimmeren         | Hoogstraat 16        | 51° 17′ 44″ nord, 4° 46′ 45″ est | 12365               | Téléverser   |
| (nl) Klooster, nu school                                             |                       |                                  | Vlimmeren         | Hoogstraat 17        | 51° 17′ 43″ nord, 4° 46′ 45″ est | 12366               | Téléverser   |
| (nl) Klooster, nu school                                             |                       |                                  | Vlimmeren         | Hoogstraat 17        | 51° 17′ 42″ nord, 4° 46′ 45″ est | 12366               | Téléverser   |
| (nl) Dorpswoning                                                     |                       |                                  | Vlimmeren         | Hoogstraat 21        | 51° 17′ 42″ nord, 4° 46′ 43″ est | 12368               | Téléverser   |
| (nl) Dorpswoning                                                     |                       |                                  | Vlimmeren         | Kerkstraat 59        | 51° 17′ 46″ nord, 4° 46′ 51″ est | 12370               | Téléverser   |
| (nl) Parochiekerk Sint-Quirinus                                      |                       |                                  | Vlimmeren         | Kerkstraat 64        | 51° 17′ 43″ nord, 4° 46′ 53″ est | 12371               | Téléverser   |
| (nl) Café De Jachthoorn                                              |                       |                                  | Beerse            | Antwerpseweg 1       | 51° 18′ 36″ nord, 4° 51′ 20″ est | 11768               | Téléverser   |
| (nl) Campine nv of oud Chimical, bedrijfsgebouw                      |                       |                                  | Beerse            | Nijverheidsstraat 2  | 51° 19′ 37″ nord, 4° 48′ 10″ est | 11818               | Téléverser   |
| (nl) Vlimmerlee, ontmoetingscentrum                                  |                       |                                  | Vlimmeren         | Kerkstraat 66        | 51° 17′ 44″ nord, 4° 46′ 56″ est | 12372               | Téléverser   |
| (nl) Herenhuis                                                       |                       |                                  | Beerse            | Merksplasseweg 1     | 51° 19′ 42″ nord, 4° 51′ 16″ est | 11815               | Téléverser   |
| (nl) Herenhuis                                                       |                       |                                  | Beerse            | Merksplasseweg 1     | 51° 19′ 42″ nord, 4° 51′ 18″ est | 11815               | Téléverser   |
| (nl) Droogloods                                                      |                       |                                  | Beerse            | Merksplasseweg 18    | 51° 19′ 46″ nord, 4° 51′ 21″ est | 11816               | Téléverser   |
| (nl) Metallo-Chimique nv of nieuw Chimical, bedrijfsgebouwen         |                       |                                  | Beerse            | Nieuwe dreef 33      | 51° 19′ 16″ nord, 4° 49′ 01″ est | 11817               | Téléverser   |
| (nl) Campine nv of oud Chimical, bedrijfsgebouw                      |                       |                                  | Beerse            | Nijverheidsstraat 2  | 51° 19′ 33″ nord, 4° 48′ 13″ est | 11818               | Téléverser   |
| (nl) Campine nv of oud Chimical, bedrijfsgebouw                      |                       |                                  | Beerse            | Nijverheidsstraat 2  | 51° 19′ 36″ nord, 4° 48′ 03″ est | 11818               | Téléverser   |
| (nl) Hoeve De Blakke Heide                                           |                       |                                  | Beerse            | Rijkevorselseweg 94  | 51° 19′ 57″ nord, 4° 48′ 40″ est | 11828               | Téléverser   |
| (nl) Campine nv of oud Chimical, bedrijfsgebouw                      |                       |                                  | Beerse            | Nijverheidsstraat 2  | 51° 19′ 32″ nord, 4° 48′ 07″ est | 11818               | Téléverser   |
| (nl) Tweewoonst 1898                                                 |                       |                                  | Beerse            | Rijkevorselseweg 77  | 51° 19′ 50″ nord, 4° 48′ 49″ est | 11827               | Téléverser   |
| (nl) Campine nv of oud Chimical, bedrijfsgebouw                      |                       |                                  | Beerse            | Nijverheidsstraat 2  | 51° 19′ 31″ nord, 4° 48′ 11″ est | 11818               | Téléverser   |
| (nl) Campine nv of oud Chimical, bedrijfsgebouw                      |                       |                                  | Beerse            | Nijverheidsstraat 2  | 51° 19′ 36″ nord, 4° 48′ 20″ est | 11818               | Téléverser   |
| (nl) Campine nv of oud Chimical, bedrijfsgebouw                      |                       |                                  | Beerse            | Nijverheidsstraat 2  | 51° 19′ 36″ nord, 4° 48′ 06″ est | 11818               | Téléverser   |
| (nl) Campine nv of oud Chimical, bedrijfsgebouw                      |                       |                                  | Beerse            | Nijverheidsstraat 2  | 51° 19′ 32″ nord, 4° 48′ 18″ est | 11818               | Téléverser   |
| (nl) Sint-Janshoeve                                                  |                       |                                  | Beerse            | Oostmalseweg 10      | 51° 19′ 03″ nord, 4° 50′ 06″ est | 11820               | Téléverser   |
| (nl) Hoeve                                                           |                       |                                  | Beerse            | Oostmalseweg 155     | 51° 18′ 49″ nord, 4° 48′ 45″ est | 11822               | Téléverser   |
| (nl) Boerenarbeidershuizen                                           |                       |                                  | Beerse            | Lindenlaan 75        | 51° 19′ 09″ nord, 4° 51′ 03″ est | 11813               | Téléverser   |
| (nl) Campine nv of oud Chimical, bedrijfsgebouw                      |                       |                                  | Beerse            | Nijverheidsstraat 2  | 51° 19′ 33″ nord, 4° 48′ 09″ est | 11818               | Téléverser   |
| (nl) Villa, 1970, naar ontwerp van L. Jansen                         |                       |                                  | Beerse            | Akkerschootstraat 8  | 51° 18′ 16″ nord, 4° 51′ 08″ est | 11767               | Téléverser   |